# Lučina u Tachova
Lučina (deutsch Sorghof) ist ein ehemaliges Dorf und Grundsiedlungseinheit der Gemeinde Milíře in Tschechien. Es lag rechtsseitig über dem Tal der Mies, etwa sechs Kilometer westlich der Stadt Tachov entfernt im Oberpfälzer Wald (Český les). Nördlich der Wüstung befindet sich heute die Talsperre Lučina.

## Geschichte
Das Dorf Sorghof – erstmals 1523 urkundlich erwähnt – gehörte bis zum Jahre 1873 zur Gemeinde Mauthdorf und wurde dann zur selbständigen Gemeinde. Bei seinen überwiegend deutschstämmigen Einwohnern hieß der Ort nur „Hammer“.
Das Dorf ist im Anschluss an einen freien Hof eines Tachauer Bürgers entstanden; solche „freien Höfe“ genossen eine ähnliche Stellung wie die Tachauer Lehnsgüter. Das bereits Anfang des 16. Jahrhunderts erwähnte Gut des Nicklas Serger (Sorger) von Neukotten geht im 17. Jahrhundert in den Besitz der Wirsberger und später in den Besitz der Tachauer Herrschaft über.
In den alten Kirchenbüchern des Pfarrbezirks Tachau (Tachov) wurden die Neugeborenen oder Verstorbenen des Dorfes teilweise mit dem Zusatz „Sorghofer Waldhäusln“ vermerkt. „Waldhäusl“-Ansiedlungen im Grenzwald zwischen Böhmen und Bayern sind insbesondere zur Zeit des Tachauer Grundherrn Johann Philipp Husmann entstanden.
Sorghof gehörte zunächst zur Pfarrei Tachau, bevor die Pfarrseelsorge Sorghof-Brand ihre Tätigkeit aufnahm. Bereits durch Hofdekret von Kaiser Joseph II. entstand 1785 die Ortsseelsorge Sorghof-Brand und es wurde auf dem Weg nach Mauthdorf in Sorghof eine Notkirche errichtet. Sie erhielt den Franziskusaltar aus dem aufgelösten Franziskanerkloster in Heiligen bei Tachau. 1814 wurde dann in Brand mit der Errichtung einer Pfarrkirche begonnen, der steinernen Peter- und Paulskirche; hinzu kam der Pfarrhof in Brand Nr. 119.
1788 zählte das Dorf Sorghof nur 10 Hausnummern. Bereits im frühen 18. Jahrhundert wurde hier allerdings ein Eisenhammer betrieben, der 1797 an Joseph-Niklas zu Windisch-Graetz verkauft und von diesem bedeutend vergrößert wurde. Neben der Eisenhütte mit Hämmern wurde eine Blechwalzenproduktion errichtet, dazu eine Zinn- und Kupfergießerei. Im Laufe der Zeit entstand in Sorghof eine Eisenindustrie, die 1838 immerhin 7 Meister, 18 Gesellen und 12 Lehrlinge beschäftigte, dann aber in der zweiten Hälfte des 19. Jahrhunderts zum Erliegen kam.
Nach der Einstellung des Betriebs des Eisenwerks wurden die Gebäude zu Schleif- und Polierwerkstätten für die Glastafeln aus der neu erbauten, 1867 eröffneten Spiegel-Glashütte umgebaut. Die Hüttenpächter des Grundbesitzers Fürst Alfred Windisch-Graetz waren Heinrich Kupfer und David Adler. Ab 1880 betrieb die bedeutende Firma Kupfer & Glaser die Glashütte und Spiegelfabrik. Im Jahre 1904 wurde die Glashütte geschlossen und zwei Jahre später abgerissen. Die Bauten der Schleif- und Polierwerkstätten bestanden noch bis in die 1970er Jahre.
Die Glashütte und das Leben der dort arbeitenden Menschen im 19. Jahrhundert wurden von dem tschechischen Schriftsteller Norbert Frýd in seinem Buch "Vzorek bez ceny a pan biskup" („Muster ohne Wert und Herr Bischof“) beschrieben. Frýd hat darin die Erinnerungen seines Großvaters Moritz Maier, der in der Sorghofer Glashütte um 1874 arbeitete, wiedergegeben. Die Glashütte war nach seiner Beschreibung ein länglicher viereckiger Bau aus Stein, in dessen zweistöckigem Dach große Mengen Brennholz lagerten. Die Arbeiter empfanden das Gewicht über ihren Köpfen als weitaus gefährlicher als die ständige Gefahr eines Brandes. Mit geschwollenen Gesichtern verrichteten sie ihre Arbeit. Die Arbeit in der Hitze des Glasofens brachte ihnen ein relativ gutes Einkommen und bedingte auch eine große Abnahme von Bier. Der Glasofen hatte an beiden Seiten jeweils drei Öffnungen. Von den Glasarbeitern wurde die zunächst trübe Glasmasse bis zur dünnwandigen Durchsichtigkeit ausgeblasen. Neben Flaschen oder Gläsern wurden aber auch Fensterscheiben und Spiegel hergestellt. In der Umgebung der Glaserei arbeiteten Hilfsbetriebe, in denen die Glaserzeugnisse etwa poliert oder geschliffen wurden.
Später kamen in Sorghof Holzbearbeitungswerkstätten hinzu. Einige mit Wasserkraft betriebene Holzdrechslereien bestanden bis zum Zweiten Weltkrieg. Von den beiden Mühlen wurde die Zeugmühle (Nr. 39) 1930 stillgelegt und nur der Betrieb der Sorghofer Mühle Nr. 8 fortgesetzt.
1930 hatte Sorghof 524 Einwohner, hinzu kamen weitere 78 aus dem Ortsteil Steinhof. 1939 zählte die Gesamtgemeinde 624 Personen.
Die Gemeinde verfügte nur über wenig Besitz, davon etwa ein Hektar Grundbesitz, die Schule (Nr. 58) aus dem Jahr 1890, das Armenhaus (Nr. 30) und das Kupferhaus (Nr. 7).
Nach dem Münchner Abkommen wurde Sorghof dem Deutschen Reich zugeschlagen und gehörte bis 1945 zum Landkreis Tachau.
Der Zweite Weltkrieg endete für die Sorghofer Bevölkerung mit dem Einmarsch amerikanischer Truppen am 5. Mai 1945, kampflos und ohne Beschuss des Ortes. Bis auf eine Familie mussten alle Deutschen bis zum Herbst 1946 ihre Heimat verlassen. 1948 wurde Sorghof in Lučina umbenannt, zugleich erhielt der Ortsteil Steinhof den Namen Kamenička. Der Ortsteil Kamenička wurde 1955 aufgehoben. Zum 1. Juli 1960 wurden Dolní Výšina, Milíře, Obora und Zadní Milíře eingemeindet. Am 26. November 1971 wurde die Gemeinde Lučina wegen des anstehenden Talsperrenbaus an der Mže aufgehoben und stattdessen die Gemeinde Milíře gebildet. Im Jahre 1973 wurde östlich des ehemaligen Waffenhammers an einer Engstelle des Tals ein Damm errichtet und das Dorf Lučina abgebrochen. Das Wasser wurde bis zum ehemaligen Kreuzwirtshaus (Na Křižovatce) aufgestaut und es entstand die Talsperre Lučina zur Trinkwasserversorgung. Zum 1. Januar 1980 wurde Lučina offiziell aufgelöst.

## Ortsgliederung
Die Grundsiedlungseinheit Lučina gehört zum Ortsteil Milíře der gleichnamigen Gemeinde. Sie bildet den Katastralbezirk Lučina u Tachova.